# Homogeneización de la leche
La homogeneización (u homogenización) de la leche consiste en pulverizar la leche entera haciéndola pasar a presión a través de pequeñas boquillas; el tamaño de los glóbulos de grasa se reduce hasta un tamaño en el que la crema ya no se separa. A ello se debe que en la «leche homogeneizada» (la que fue procesada de esta forma) no se produzca tan fácilmente esa capa de crema.

## Características del producto
El color de la leche depende del tamaño de los glóbulos de grasa, ya que generan un efecto de dispersión de la luz, así como las micelas de caseína y el fosfato de calcio coloidal. Cuanto menor sea el tamaño de los glóbulos de grasa, mayor será el color blanco de la leche; por ello, la homogeneización aumenta el color blanco de la leche, de ahí que al ser obtenida sea blanca-amarillenta, y al homogeneizarla, blanca.